# Лангенмозен
Лангенмозен (нім. Langenmosen) — громада в Німеччині, розташована в землі Баварія. Підпорядковується адміністративному округу Верхня Баварія. Входить до складу району Нойбург-Шробенгаузен. Складова частина об'єднання громад Шробенгаузен.
Площа — 23,89 км2. Населення становить 1616 ос. (станом на 31 грудня 2020).

## Галерея

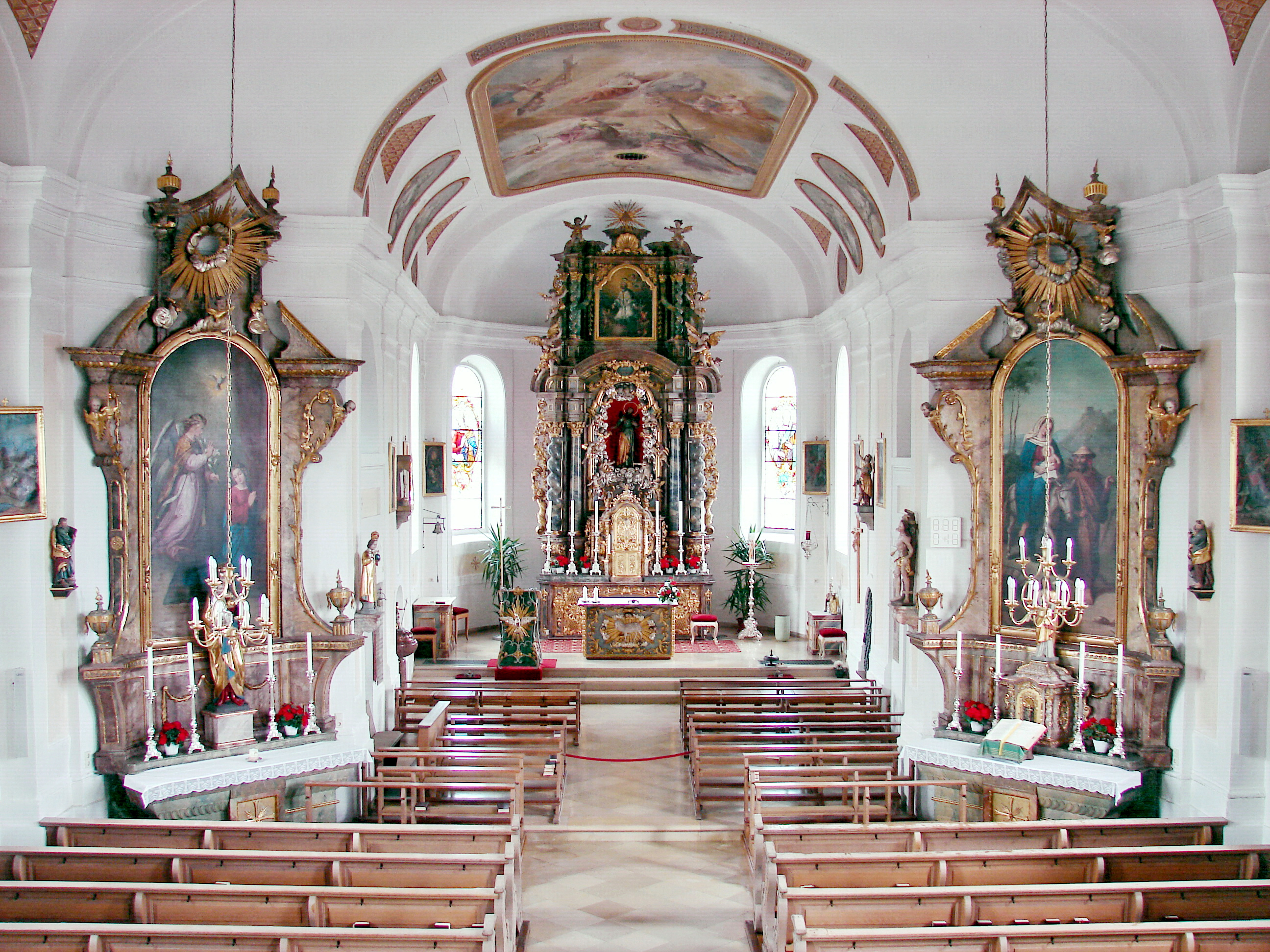